# Hubei
Hubei este o provincie din centrul Chinei. Numele provinciei semnifică "nordul lacului", referindu-se la poziția sa la nord de lacul Dongting. Capitala provinciei este Wuhan, un important centru politic, cultural și economic din centrul Chinei.
Hubei este oficial abreviat "鄂" (È), un nume antic asociat cu partea răsăriteană a provinciei din timpul dinastiei Qin, însă, numele popular pentru Hubei este "楚" (Chǔ), după puternicul stat Chu care a existat în timpul dinastiei Zhou Răsăritene. Se învecinează cu Henan în nord, Anhui în est, Jiangxi în sud-est, Hunan în sud, Chongqing în vest și Shaanxi în nord-vest. Barajul celor Trei Defileuri este situat la Yichang, în vestul provinciei.
Hubei este a șaptea cea mai mare economie dintre provinciile Chinei și a treia ca mărime dintre provinciile interioare. În 2021 PIB-ul nominal al Hubei a fost de 787 miliarde USD (5 trilioane CNY), iar PIB-ul său (nominal) pe cap de locuitor depășea 13.000 USD, făcând-o cea mai bogată provincie fără ieșire la mare, cea mai bogată provincie din regiunea Chinei Centrale și a doua cea mai bogată provincie din China Centrală de Sud după Guangdong.

## Orașe
- Wuhan (武汉市);
- Huangshi (黄石市);
- Xiangfan (襄樊市);
- Shiyan (十堰市);
- Jingzhou (荆州市)
- Yichang (宜昌市);
- Jingmen (荆门市);
- Ezhou (鄂州市);
- Xiaogan (孝感市);
- Huanggang (黄冈市);
- Xianning (咸宁市);
- Suizhou (随州市);
- Ditrict autonom Enshi, Tujia si Miao (恩施土家族苗族自治州).
- Xiantao (仙桃市);
- Qianjiang (潜江市);
- Tianmen (天门市);
- Regiunea Shennongjia (神农架林区).